# Vela ai Giochi della IV Olimpiade - 8 metri
La competizione della categoria 8 metri  di vela ai Giochi della IV Olimpiade si tenne dal 27 al 29 luglio 1908 presso Ryde, Isola di Wight

## Risultati
Si disputarono 3 regate sulla distanza di 16 miglia. La classifica era stilata secondo il numero di vittorie, seguito dai punti assegnati come (3-2-1) per primi tre posti in ogni regata.
| Pos.    | Barca              | Equipaggio                                                                    | Vittorie | Punti Totali | 1ª regata | 1ª regata | 1ª regata | 2ª regata | 2ª regata | 2ª regata | 3ª regata | 3ª regata | 3ª regata |
| Pos.    | Barca              | Equipaggio                                                                    | Vittorie | Punti Totali | Pos.      | Tempo     | Punti     | Pos.      | Tempo     | Punti     | Pos.      | Tempo     | Punti     |
| ------- | ------------------ | ----------------------------------------------------------------------------- | -------- | ------------ | --------- | --------- | --------- | --------- | --------- | --------- | --------- | --------- | --------- |
| Oro     | Cobweb Regno Unito | Blair Cochrane Arthur Wood Henry Sutton John Rhodes Charles Campbell          | 2        | 6            | 1°        | 4h01'41"  | 3         | 1°        | 4h35'15"  | 3         | 4°        | 4h57'46"  | 0         |
| Argento | Vinga Svezia       | Carl Hellström Edmund Thormählen Erik Wallerius Eric Sandberg Harald Wallin   | 1        | 3            | 5°        | 4h55'56"  | 0         | 4°        | 5h16'21"  | 0         | 1°        | 4h52'31"  | 3         |
| Bronzo  | Sorais Regno Unito | Philip Hunloke Collingwood Hughes Frederick Hughes George Ratsey William Ward | 0        | 6            | 2°        | 4h02'14"  | 2         | 2°        | 4h35'56"  | 2         | 2°        | 4h56'29"  | 2         |
| 4       | Fram Norvegia      | Johan Anker Einar Hvoslef Hagbart Steffens Magnus Konow Eilert Falch-Lund     | 0        | 3            | 3°        | 4h07'30"  | 1         | 3°        | 4h39'15"  | 1         | 3°        | 4h57'10"  | 1         |
| 5       | Saga Svezia        | John Carlsson Edvin Hagberg Hjalmar Lönnroth Karl Ljungberg August Olsson     | 0        | 0            | 4°        | 4h46'11"  | 0         | -         | DNF       | 0         | 5°        | 5h00'45"  | 0         |